# Tessema
Tessema is een geslacht van vlinders van de familie van de grasmotten (Crambidae), uit de onderfamilie van de Spilomelinae. De wetenschappelijke naam van dit geslacht is voor het eerst voorgesteld door John Frederick Gates Clarke in een publicatie uit 1986. Dit geslacht is monotypisch, dat wil zeggen dat het maar één soort heeft namelijk Tessema sensilis J. F. G. Clarke, 1986 uit de Marquesaseilanden.